# Marché couvert de Menton

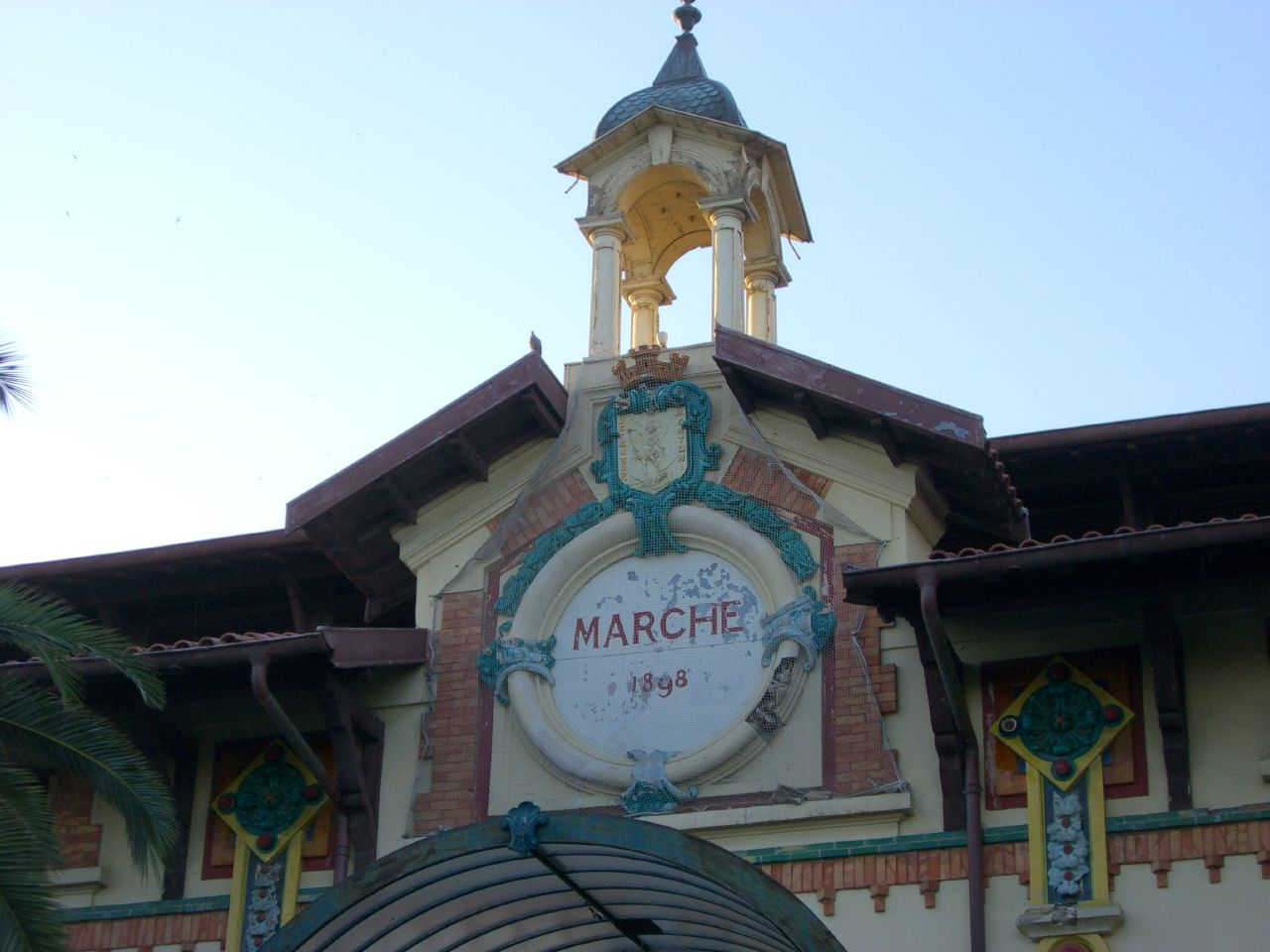
Le lanterneau côté sud.

Le marché couvert de Menton est une halle alimentaire situé quai Monléon, en bord de mer et au pied de la vieille ville.
Jusqu’aux dernières décennies du XIXe siècle, le pittoresque marché alimentaire s’abrite sous la frondaison de cinq platanes, et ces seuls arbres ne suffisent pas, en été, à garantir la fraîcheur nécessaire aux denrées périssables.
Dès 1898, la décision de construire un édifice couvert pour le protéger des ardeurs du soleil est confiée à une entreprise privée.
Il est racheté par la ville en 1912.
Dans son agencement, l’architecte Adrien Rey mélange savamment les nouvelles techniques de construction, pour l’époque, avec des matériaux typiques de l’architecture méridionale : Sous les combles, les longues charpentes métalliques sont habillées de grandes avancées de toiture soutenues par des corbeaux de bois. Les façades recouvertes d’enduit sont percées de baies, en forme de portique, soulignées par de rustiques briques rouges. Les céramiques polychromes de la manufacture mentonnaise Saissi  ourlent le haut de la façade et donnent à l’édifice tout le cachet grandiloquent de la Riviera à la  Belle Époque.
Ouvert tous les jours sauf les lundis, il réunit une trentaine de commerçants qui y dresse leurs étals emplis de produits frais, légumes, fromages, fruits, viandes...